# Klibbal
Klibbal (Alnus glutinosa) är ett träd i alsläktet i familjen björkväxter.

## Beskrivning
Klibbal är ett medelstort, kortlivat träd, blir sällan över 120 år. Det kan bli upp till 25 meter högt. Löven är runda och har kort stjälk. Sambyggare med skilda hanblommor och honblommor på samma träd, i form av en tuss, liknande den som bärs av vide. Frukterna liknar små kottar. Fröna sprids med vinden och med vatten, där fröna flyter.
Detta träd har svartbrun, sprickfull fjällbark. Klibbalen har en karaktäristisk bladform, en omvänt äggrund eller genom den urnupna spetsen omvänt hjärtlik bladskiva. Bladens undersida har domatier med brunaktig hårtofs. Trädet kallas klibbal därför att bladen inte bara som yngre är mycket klibbiga, liksom många andra träds späda blad och knoppfjäll (till exempel hos björkar och popplar), utan länge behåller en blank, fernissad översida, som vid fuktning blir något klibbig. En sådan bladfernissa är annars mycket sällsynt i Sveriges flora. Den kan hos klibbalen förklaras som ett skydd mot stark avdunstning.
Klibbal ger mat och skydd till andra arter. Ett flertal insekter, lavar och svampar är helt beroende av detta träd för sin fortlevnad. Den är en pionjärart, som koloniserar ledig mark. och formar blandade skogar genom att andra arter kan tillkomma där klibbal växer. Med tiden försvinner sedan klibbalen på grund av att lövverket blivit så tätt att dess skott på marken inte får tillräckligt av det ljus som de behöver.

## Utbredning ochhabitat
Klibbalen har i huvudsak en sydlig utbredning, men förekommer i Europa upp till Sibirien och ner till Turkiet och Kaukasus samt i nordvästra Afrika. I Norden saknas arten i de nordligaste delarna, men går upp till Dalarna och mellersta Finland samt vid kusterna; i Norge upp till Trondheimstrakten (ej över 450 m ö h), i Sverige till Västerbotten.
I Alperna når arten upp till 1300 meter över havet.
Klibbal finns på några spridda ställen i östra Nordamerika, men är inte ursprunglig där.

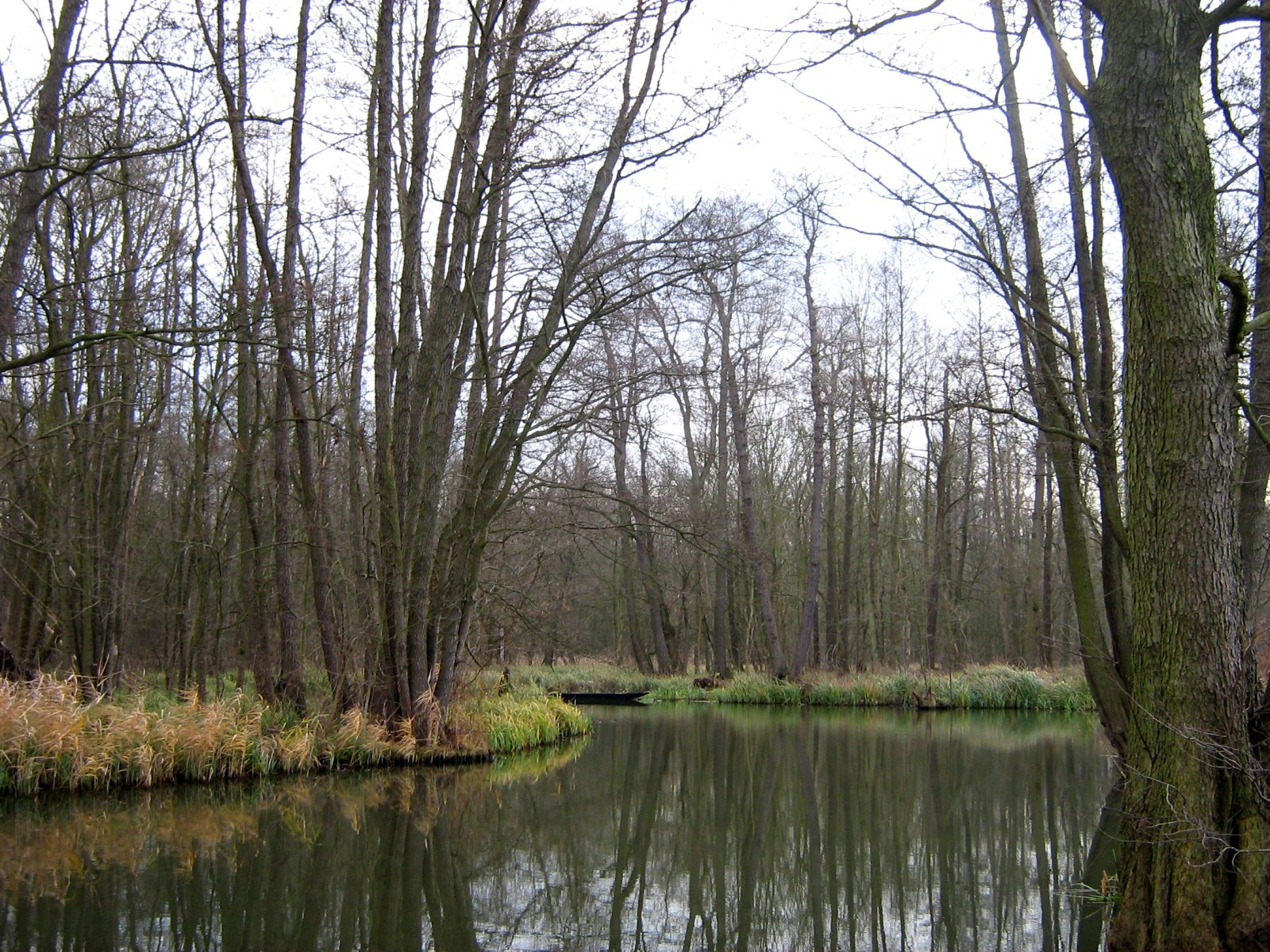
Alar längs floden Spree i östra Tyskland.

Vanliga naturtyper är skogsbryn, våtmarker, och band längs vattendrag.  Klibbal dominerar i så kallade alkärr som är en artrik, men försvinnande naturmiljö.

### Utbredningskartor
- Norden
- Norra halvklotet

## Biotop
Klibbal trivs i blöt miljö, och tål att växa ute i vatten. Därvid stöder sig stammen ofta på ett högt pålverk av starka rötter, som inte tar skada av att periodiskt stå torra. Även där vattenståndet sjunkit och strandlinjen blivit torrlagd, står alarna länge kvar.

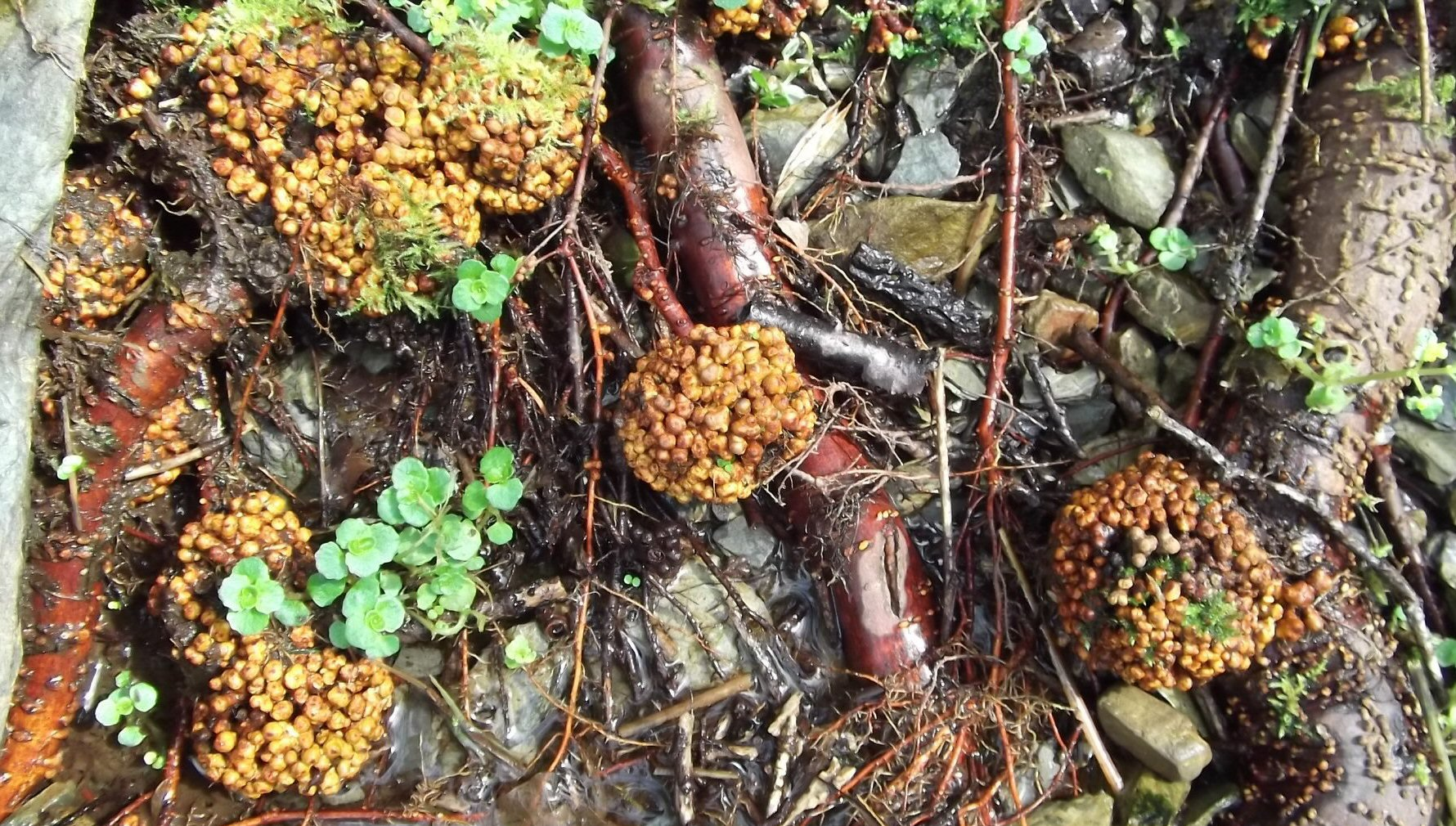
Noduler på klibbalens rötter.

Den mest omtalade ekologiska symbiosen för klibbal är med bakterien Frankia alni, som hjälper trädet att växa i näringsfattig jord. Denna bakterie formar noduler på trädets rötter. Detta sker genom att bakterien absorberar nitrogen (kväve) från luften och omvandlar det till sådana molekyler, som trädet kan använda i sin metabolism. I gengäld får bakterien energi i form av molekyler som trädet har tillverkat av koldioxid och vatten med energi från fotosyntes. Denna relation, som ökar jordens produktivitet, har etablerat klibbal som en viktig pionjärart i den ekologiska successionen.

### Sjukdomar
Klibbal är mottaglig för Phytophthora alni, en sent utvecklad art av oomyceter som infekterar växter, och som troligen är en hybrid mellan andra arter. Den orsakar en sjukdom som medför död för många träd i vissa delar av Europa. Symtomen på denna sjukdom innefattar att rötterna och fläckar av barken dör, svarta fläckar nära stammens nedre ände, gulnande löv, och under påföljande år döda grenar. Ibland dör hela trädet.
Taphrina alni är en svamp, som angriper växter. Den medför gallbildning, vilket är en kemiskt inducerad missbildning av honblommorna. Gallen utvecklas på den mognande frukten och producerar sporer som av vinden bärs till andra träd. Gallen anses inte skada trädet.
Kvalstret Eriophyes inangulis kan bilda galler på bladen, men troligen lider trädet inte någon allvarlig skada därav. 

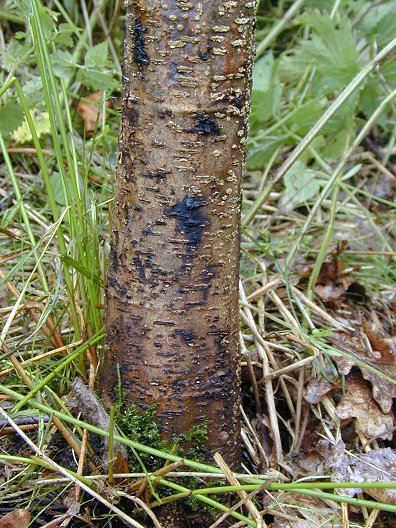
Angrepp av Phytophtora alni.
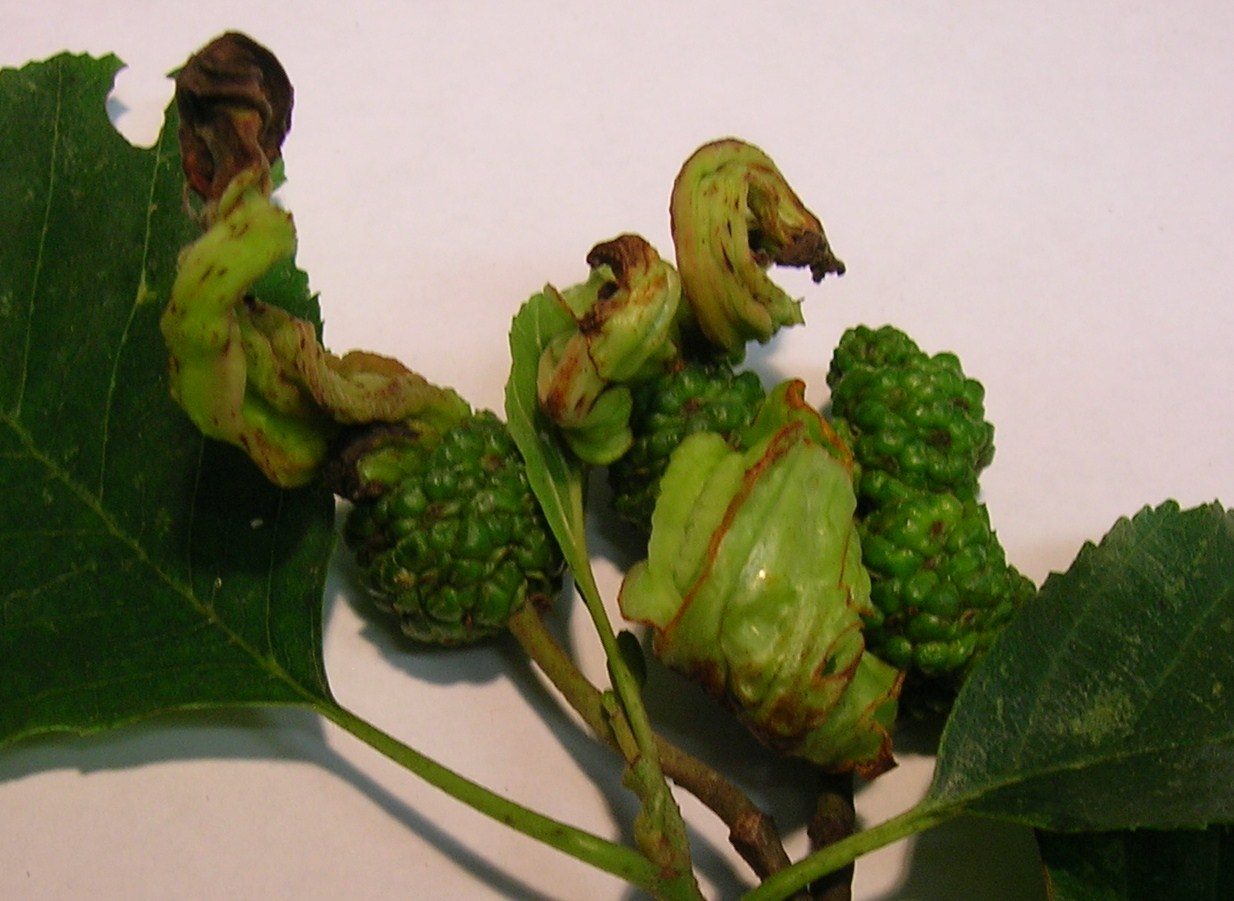
Taphina alni, alkottesvulst.
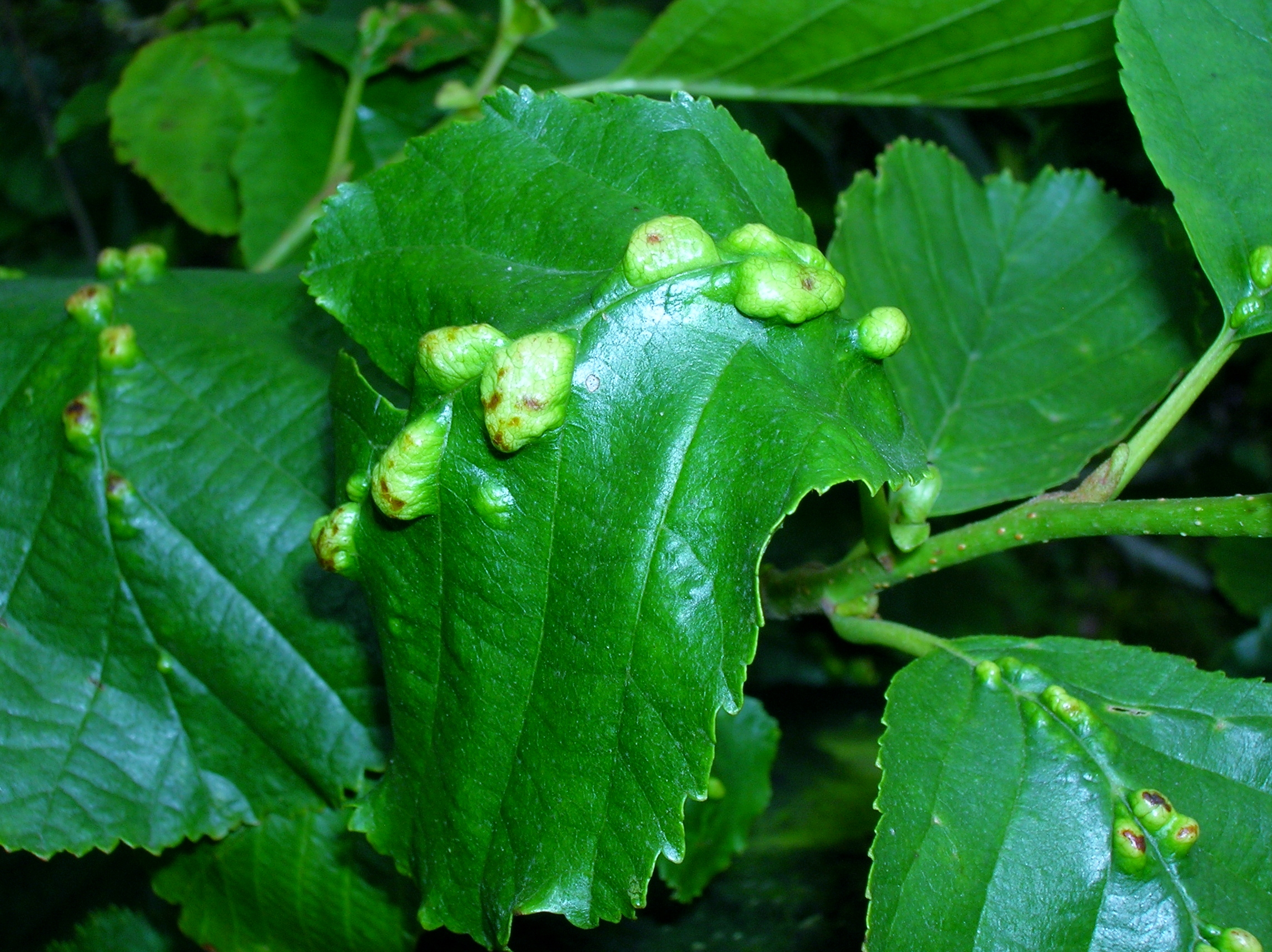
Gall-bildningar på bladen.

## Historik
Klibbal invandrade till Sverige via Danmark under perioden 7 000 till 6 500 f.Kr.. Den spred sig sedan norrut utmed sjöar och vattendrag, då den till skillnad från andra träd kräver en fuktig växtplats. Vid ca 3 000 f.Kr. hade den nått upp till Dalarna där det kyligare klimatet bromsade utbredningen. Den biologiska norrlandsgränsen är än idag artens nordgräns, bortsett från spridda förekomster längs norrlandskusten.
Klibbalen är idag Närkes landskapsträd. 
Första fynduppgift publicerades på 1600-talet, men arten är känd sedan medeltiden.

## Ekologi

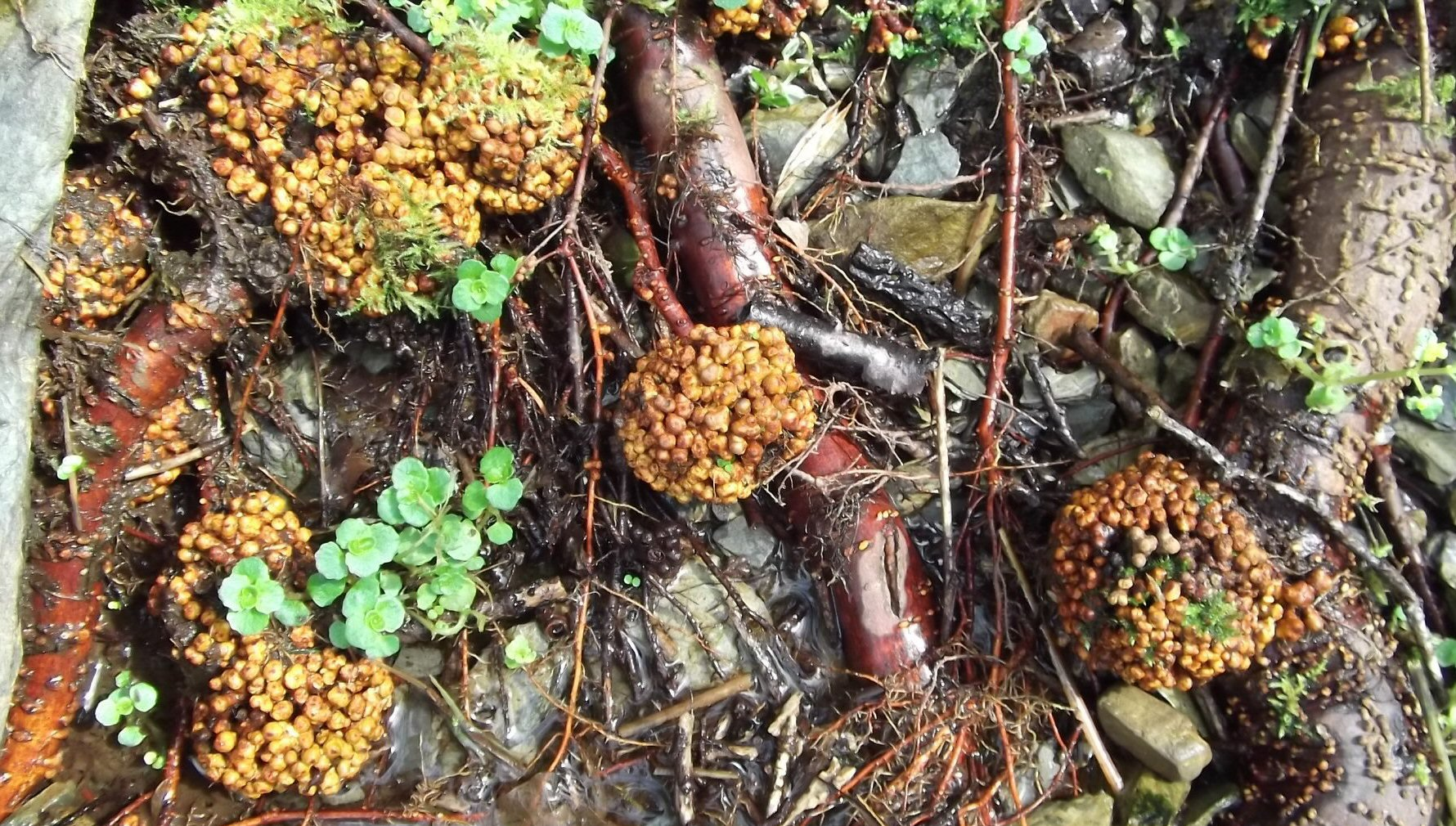
Noduler på rötterna som formats i samverkan med bakterien Frankia alni.

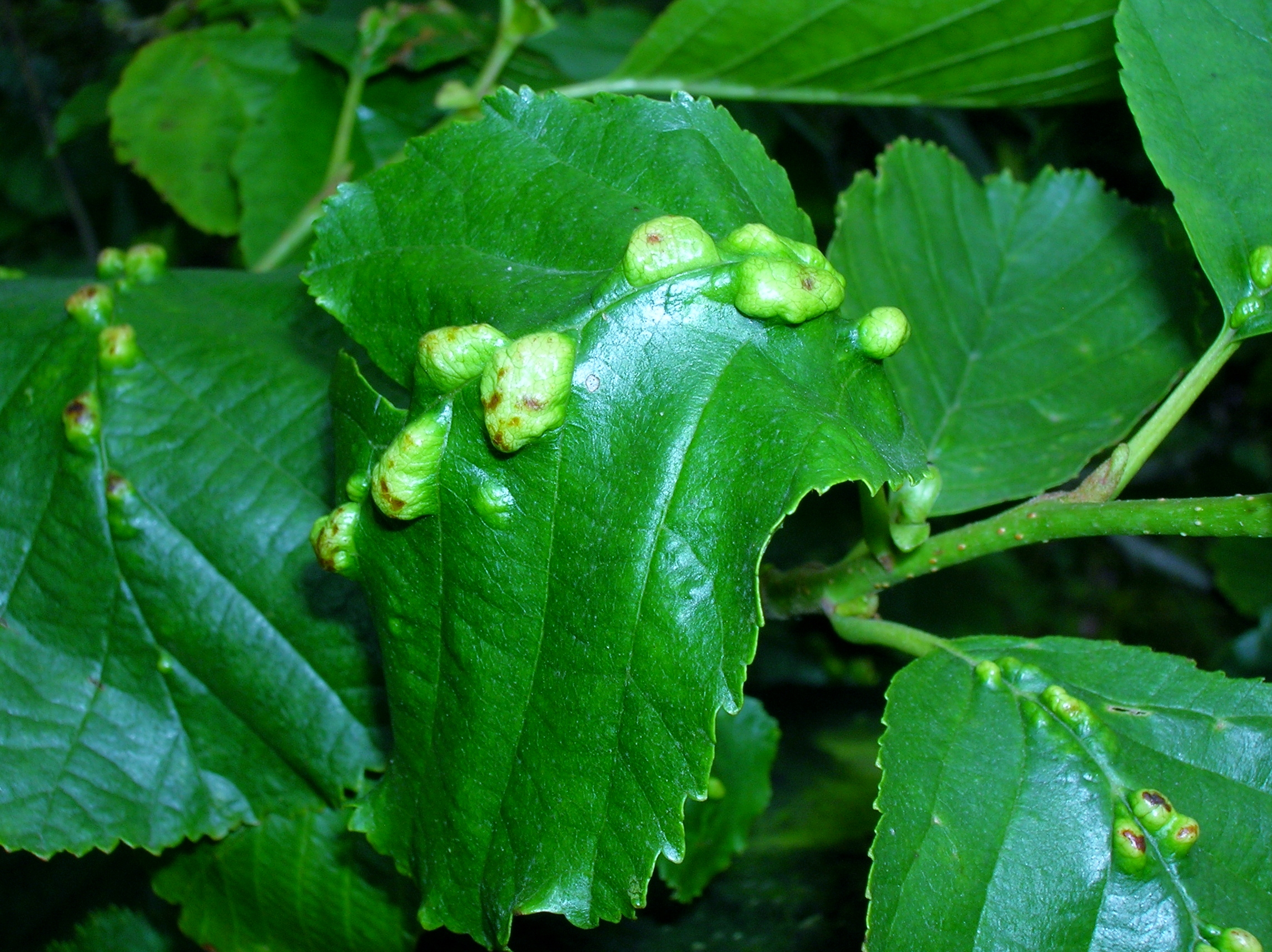
Gall-bildningar på bladen, orsakade av kvalstret Eriophyes inangulis.

Den mest omtalade ekologiska relationen för klibbal är den symbiotiska relationen med bakterien Frankia alni som formar noduler på trädets rötter. Denna bakterie absorberar kväve från luften och omvandlar det till molekyler som trädet kan avända i sin metabolism. I gengäld får bakterien energi i form av molekyler som trädet har tillverkat av koldioxid och vatten med energi från fotosyntes. Denna relation, som ökar jordens produktivitet, har etablerat klibbal som an viktig pionjärart i den ekologiska successionen.  
Klibbal är mottaglig för Phytophthora alni, en sent utvecklad art av oomyceter som infekterar växter och som troligen är en hybrid mellan andra arter. Den orsakar en sjukdom som medför död för många träd i vissa delar av Europa. Symtomen på denna sjukdom innefattar att rötterna och fläckar av barken dör, svarta fläckar nära stammens nedre ände, gulnande löv och under påföljande år döda grenar och ibland att hela trädet dör. Taphrina alni är en svamp som angriper växter. Den medför gall-bildning, vilket är en kemiskt inducerad missbildning av honblommorna. Gallen utvecklas på den mognande frukten och producerar sporer som av vinden bärs till andra träd. Gallen anses inte skada trädet. Another, also harmless, gall is caused by a midge, Eriophyes inangulis, which sucks sap from the leaves forming pustules.
Klibbalen är viktig för många vilda djur under hela året och fröna används av fåglar som vinterfoder. Rådjur, får, harar och kaniner äter av trädet och den ger skydd för boskap under vintern. Den skuggar vattnet i åar och bäckar, vilket stabiliserar vattentemperaturen, vilket är bra för fiskar, som också finner skydd bland dess rötter som kan bilda nätverk i vattnet. Klibbalen är också värdväxt för många fjärilslarver och man känner till mer än 140 insekt-arter som äter av den. Trädet utgör också underlag för ett antal mossor och lavar som trivs särskilt bra i den fuktiga miljön kring de träd som växer vid vattendrag. 
Bland  de lavar som påträffats växande på stammen och grenarna återfinns Lunglav, Menneguzzia terebrata och Stenocybe pullatula. S. pullata finns bara på träd i Alsläktet. Man har påträffat ungefär 47 olika svamparter som bildar mykorrhiza kring klibbalens rötter. Detta är ett samarbete som gör att båda parterna får tillgång till näringsämnen som de annars skulle ha brist på. Dessa svamparter inkluderar alkremla, alriska och Alpluggskivling. De här tre arterna växer uteslutande tillsammans med klibbal. På våren växer den skålformade svampen Ciboria amentacea på klibbalens nedfallna hängen. 
Som nyintroducerad art kan klibbal påverka miljön i de nya områdena. Den är ett snabbväxande träd och bildar på kort tid täta skogar där mycket lite ljus når markhöjd. Detta kan starkt hämma tillväxten för de inhemska växterna. Närvaron av kvävefixerande bakterier och den årliga ansamlingen av nedfallna löv påverkar också näringstillgången i jorden. Klibbalen påverkar också tillgången på fosfor i marken. Dess täta nätverk av rötter kan öka sedimentbildningen i vattensamlingar och vattendrag. Fröna sprids lätt med vinden och dessutom i någon mån med fåglar och den vedartade frukten kan flyta iväg på vattnet. När trädet har fällts växer nya skott upp från stubben och även från stockar och grenar kan nya skott slå rot.

## Användning
Trävirket har använts till byggnadsgrunder under vatten tack vare dess motståndskraft mot röta. Annan användning är som material till papper och fiberskivor, som bränsle vid rökning av mat, för fogningsarbete och för träsniderier.
Produkter av detta träslag har använts i etnobotanik och har gett folk-medicinskt botemedel mot diverse åkommor. Det har visat sig att extrakt av fröna är verksamt mot sjukdomsalstrande bakterier.
Klibbalens ved, som i luften blir brunröd, kan användas som bränsle och ger ett lätt bearbetat virke med låg densitet, som kan användas till exempel till träskor. Kol från alen användes till det vanliga svartkrutet.
Albark har under århundraden använts som färgande växtämne.

## Klibbal och gråal
I Sverige växer två relativt vanliga arter av al. Den andra arten, gråal (A. incana) skiljs från klibbalen på de spetsiga och matta bladen, den släta barken och på att honhängena och kottarna är oskaftade. Det förekommer hybrider av klibbal och gråal.

## Status
Klibbal förekommer med flera från varandra skilda populationer som är anpassade till de lokala förhållandena. Det kan medföra att en population som minskar allvarlig inte kan återskapas med hjälp av exemplar från andra områden. Hotet från svampen Phytophthora alni som liknar potatisbladmögel gäller främst södra England och Wales. Året 2014 bedömdes hela beståndet vara stabilt. Klibbal listas av IUCN som livskraftig (LC).

## Bygdemål
| Namn   | Trakt                                   | Referens | Kommentar |
| ------ | --------------------------------------- | -------- | --- |
|        |                                         |          | |
| Alder  |                                         | [ 15 ]   | |
| Grönal |                                         | [ 15 ]   | Bladen fälls gröna på hösten |
|        |                                         |          | |
| Lake   | Gästrikland, Hälsingland, Svenskfinland | [ 16 ]   | Avser hanblommor. Oklart om det gäller endast klibbal, eller endast gråal, eller eventuellt båda arterna. Lake har använts dialektalt även för björkar och hassel, (hesle-laki i Svenskfinland). |
|        |                                         |          | |
| Tjäral | Svenskfinland                           | [ 17 ]   | Fennicism av finskans namn för klibbal "Tervaleppä" |

## Bilder

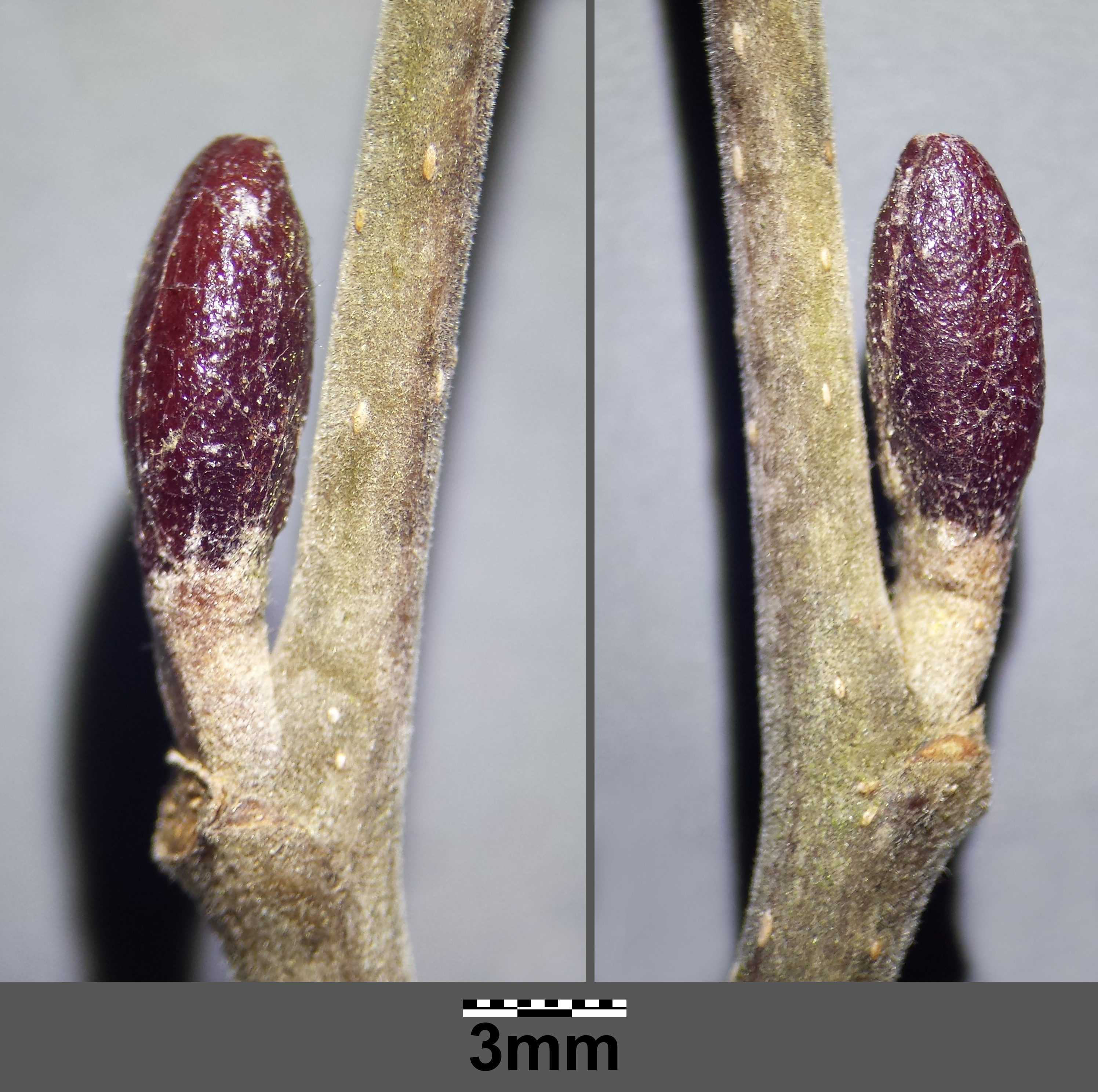
Knopp sedd från två håll.
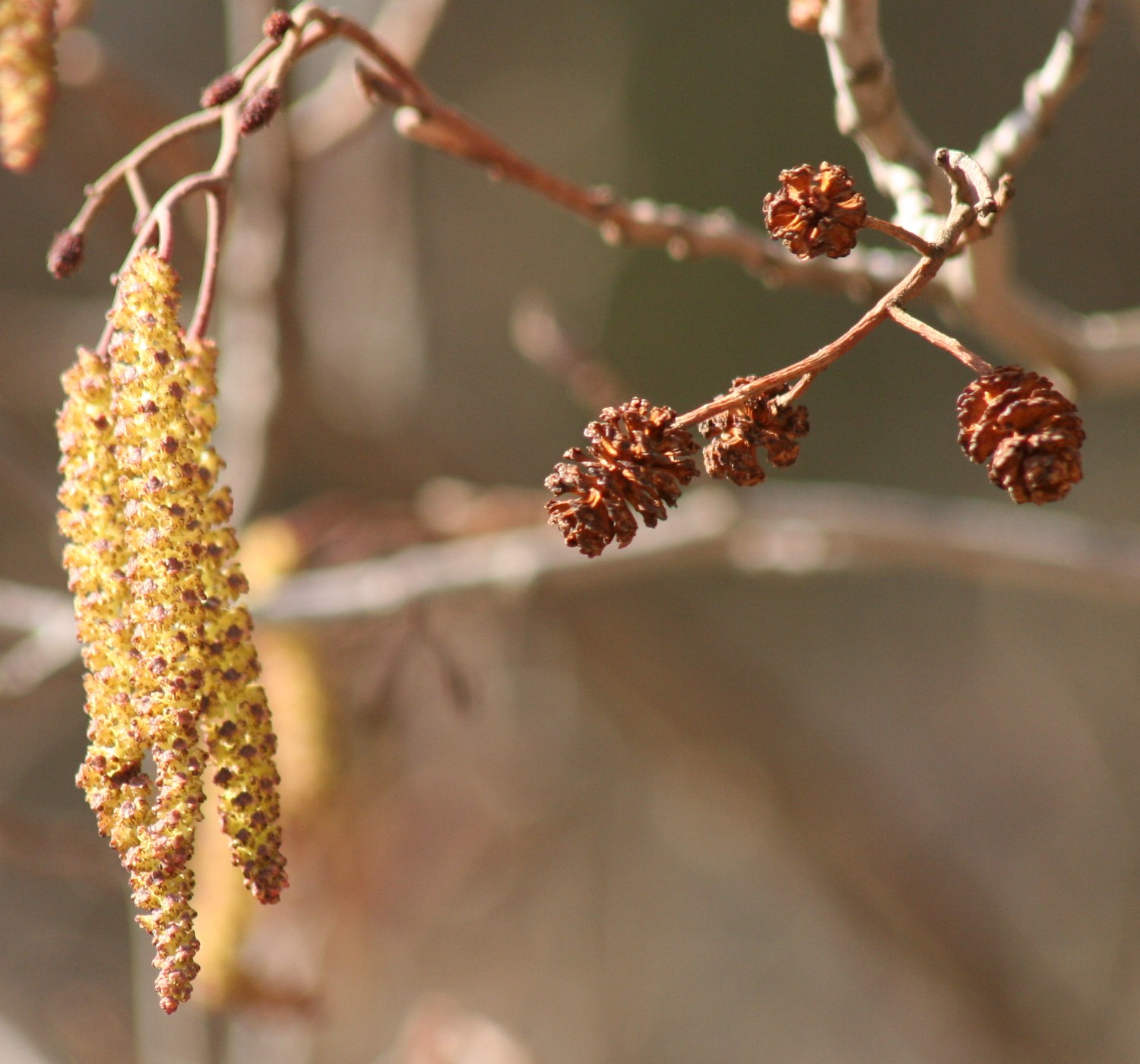
Hängen och kottar hos en klibbal på våren.
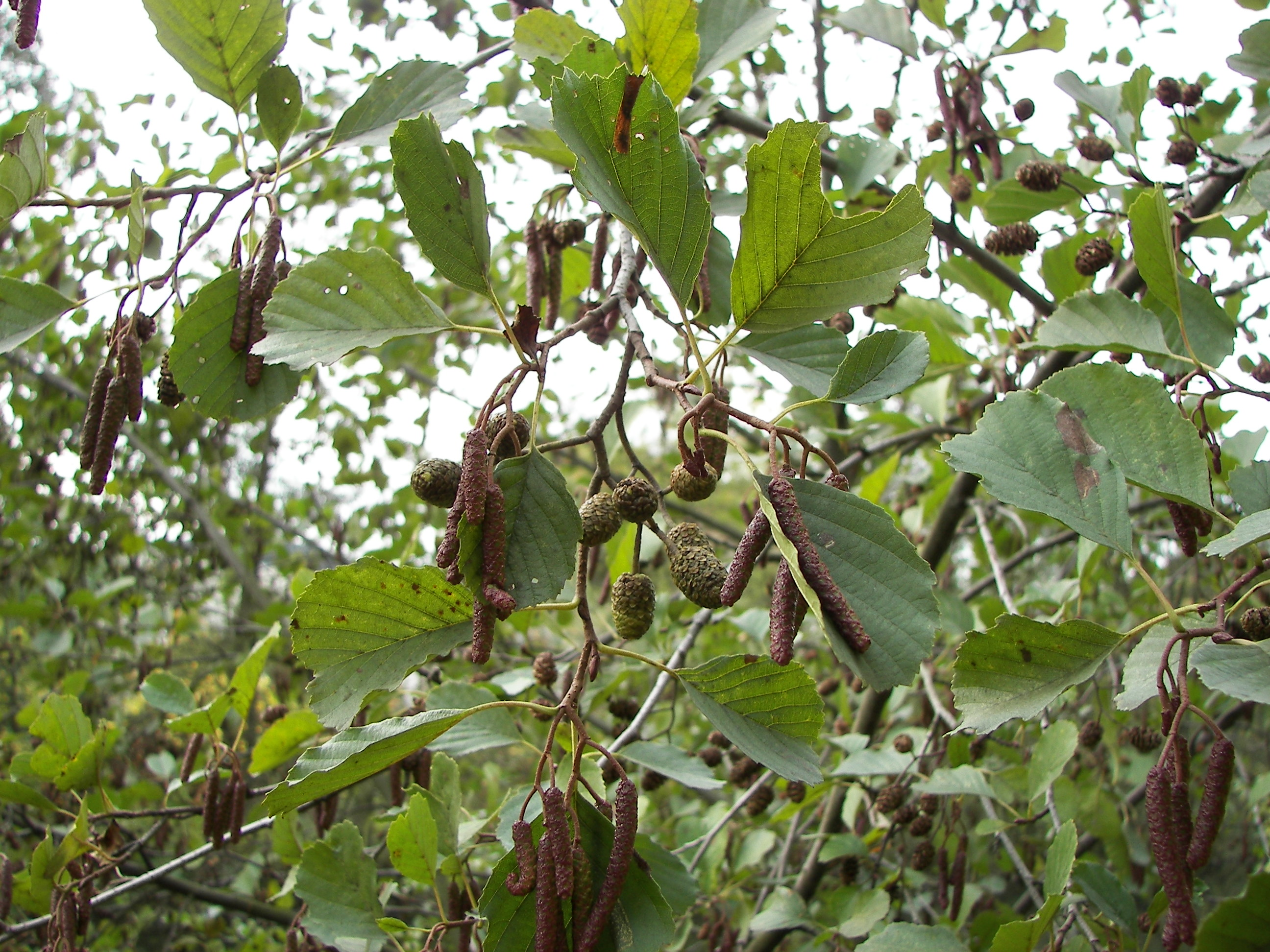
Hanblommor och honblommor tillsammans på samma träd.
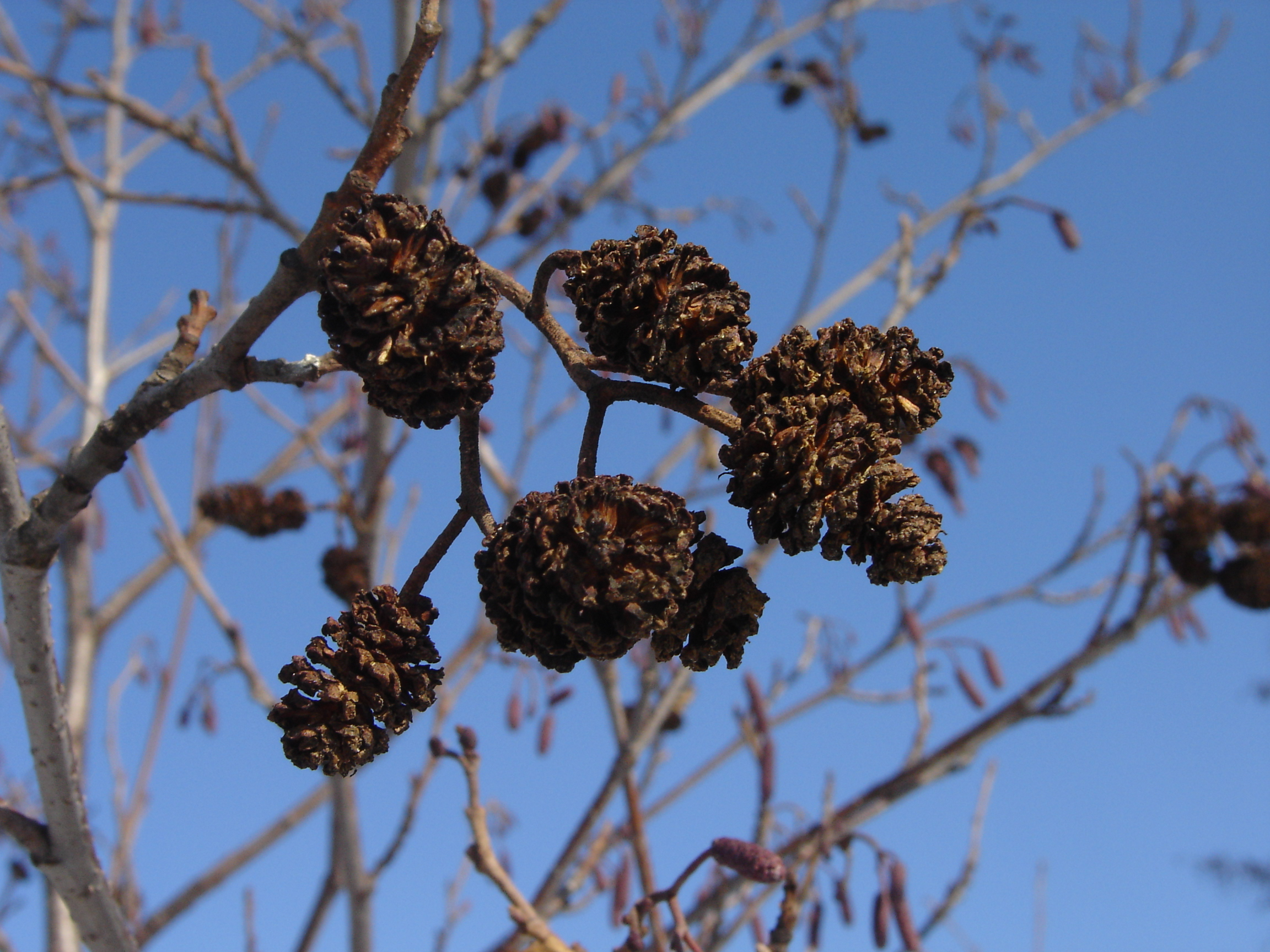
Alkottar.
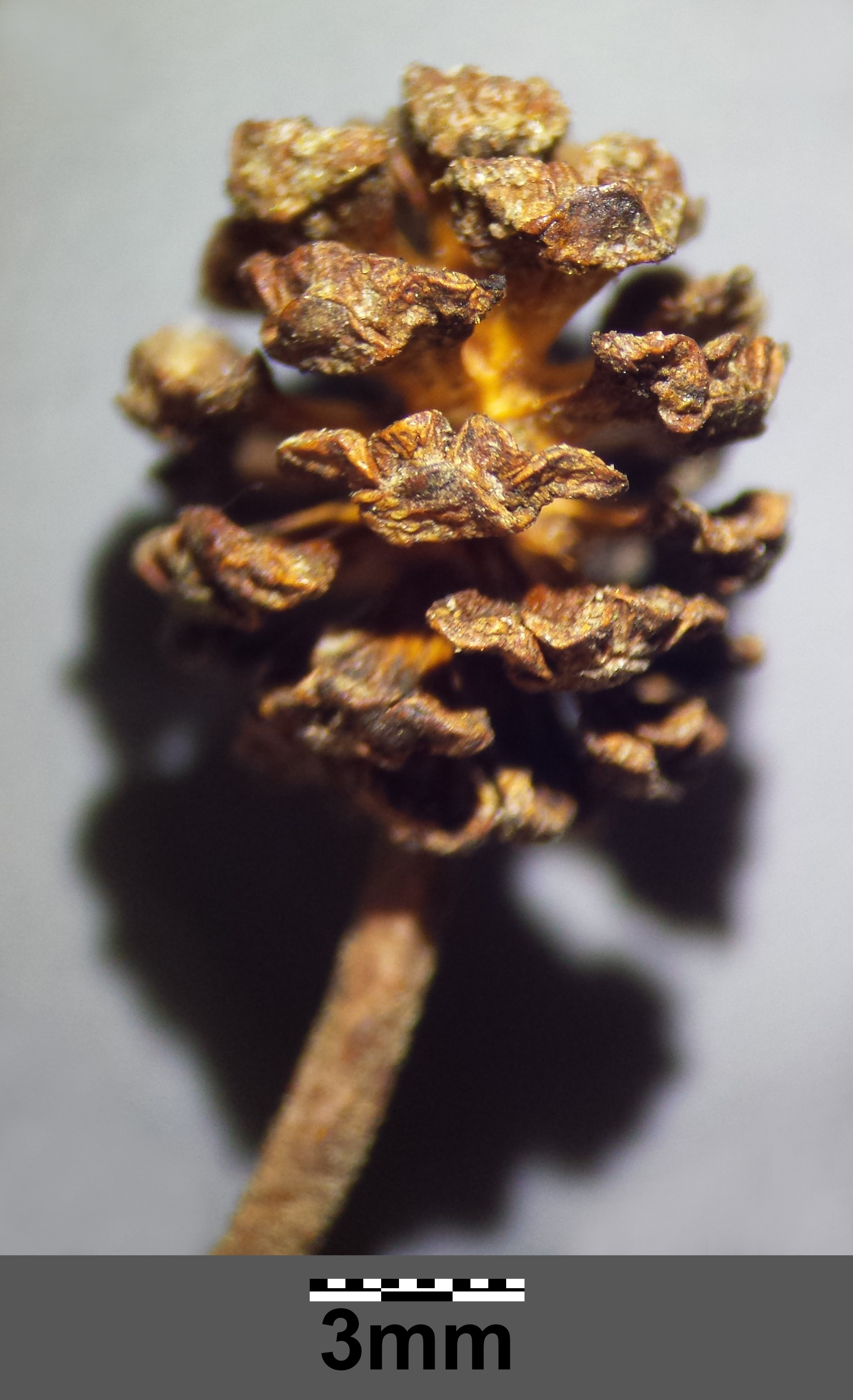
Honfrukt ("kotte").
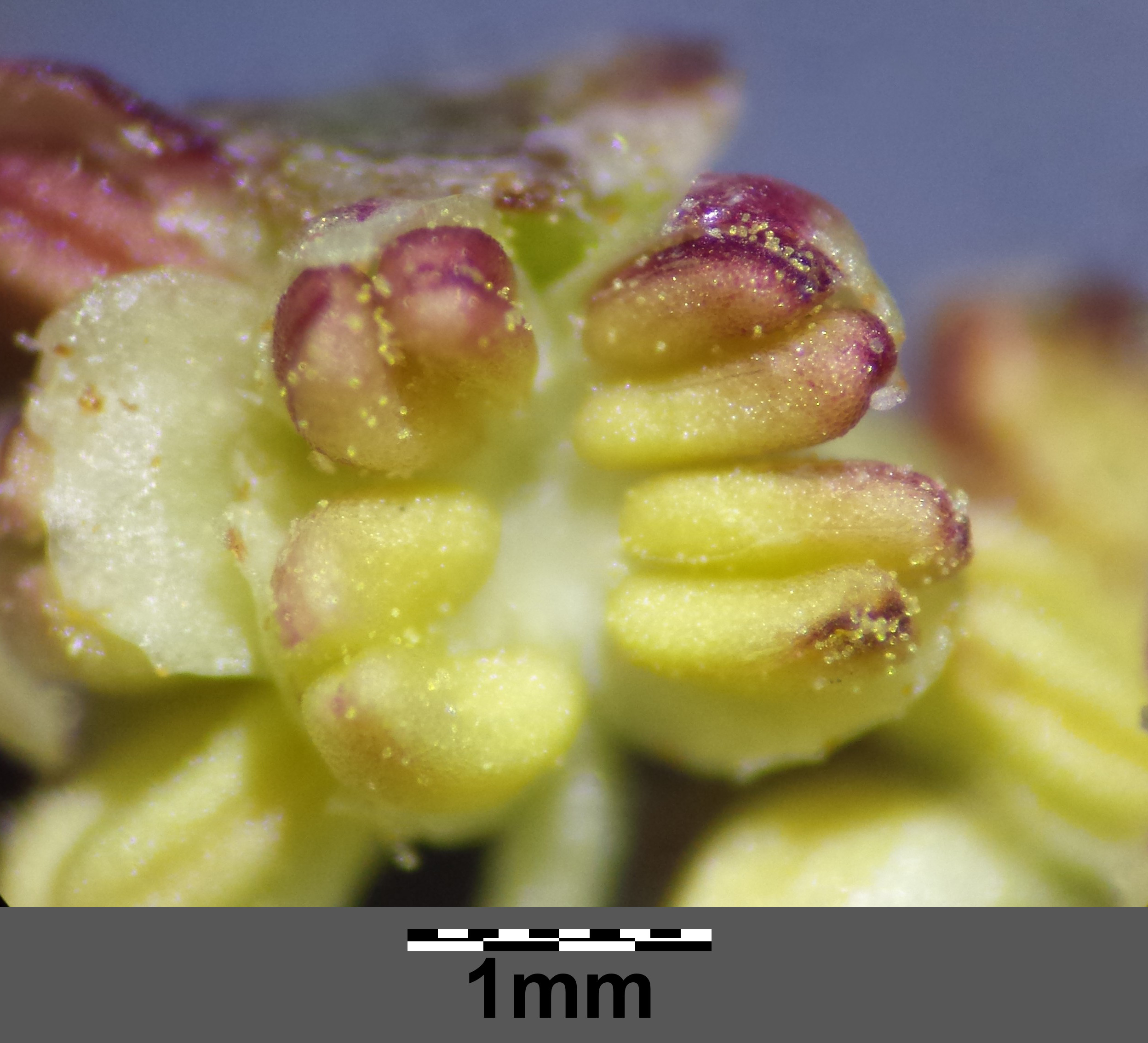
Hanblomma.
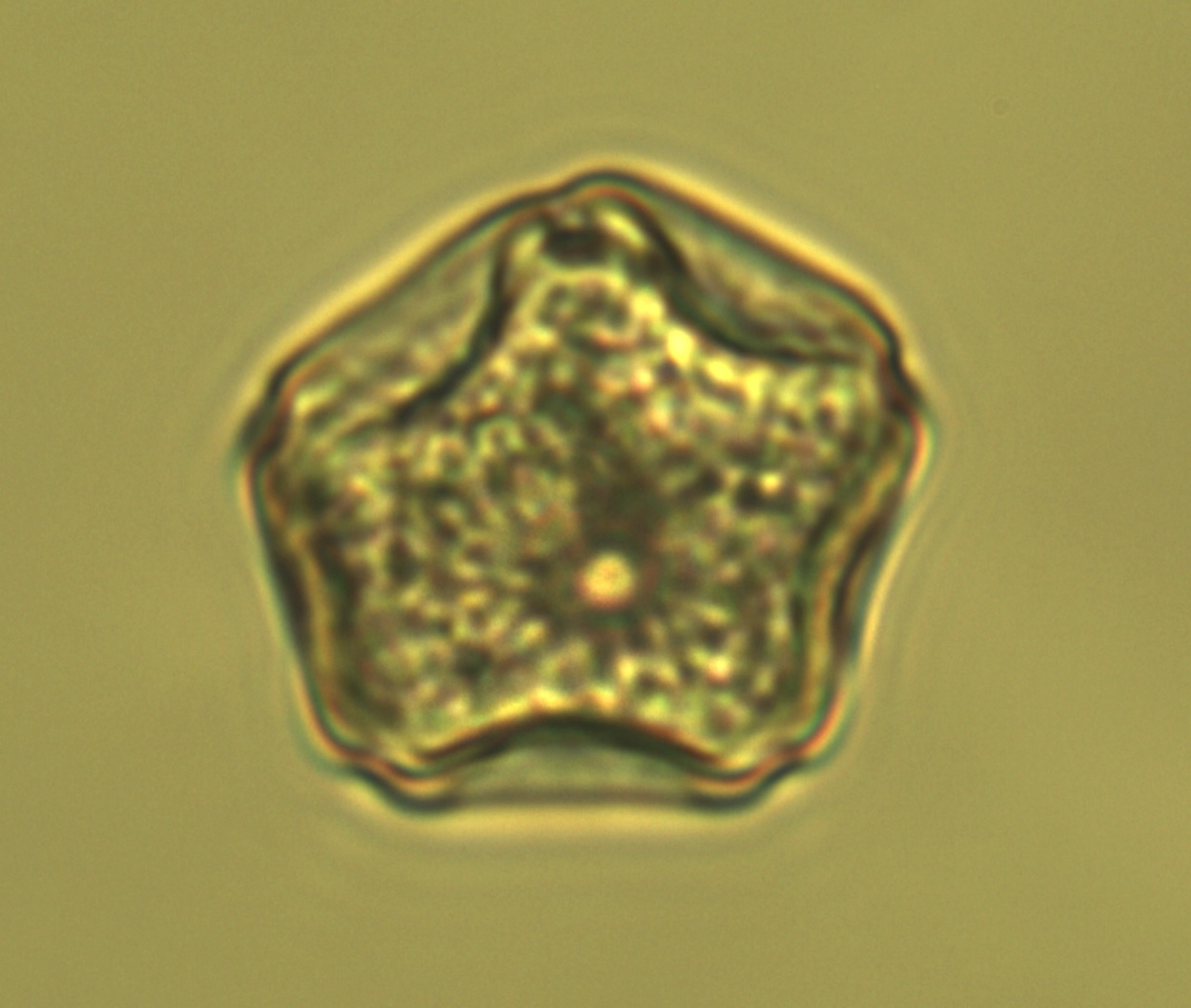
Pollenkorn. Förstoring 400 gånger.
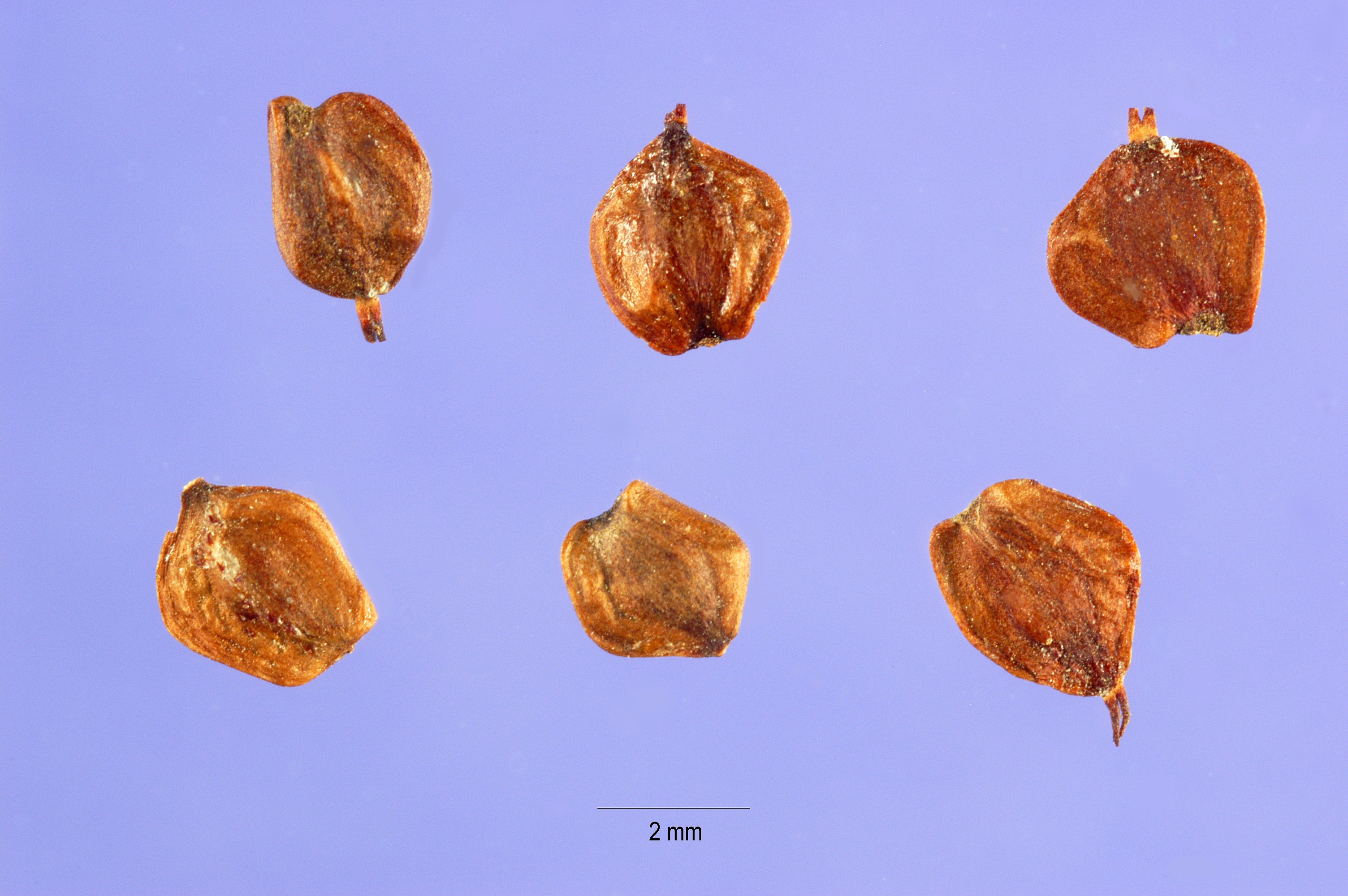
Frön. Lägg märke till skalan nederst i bilden.
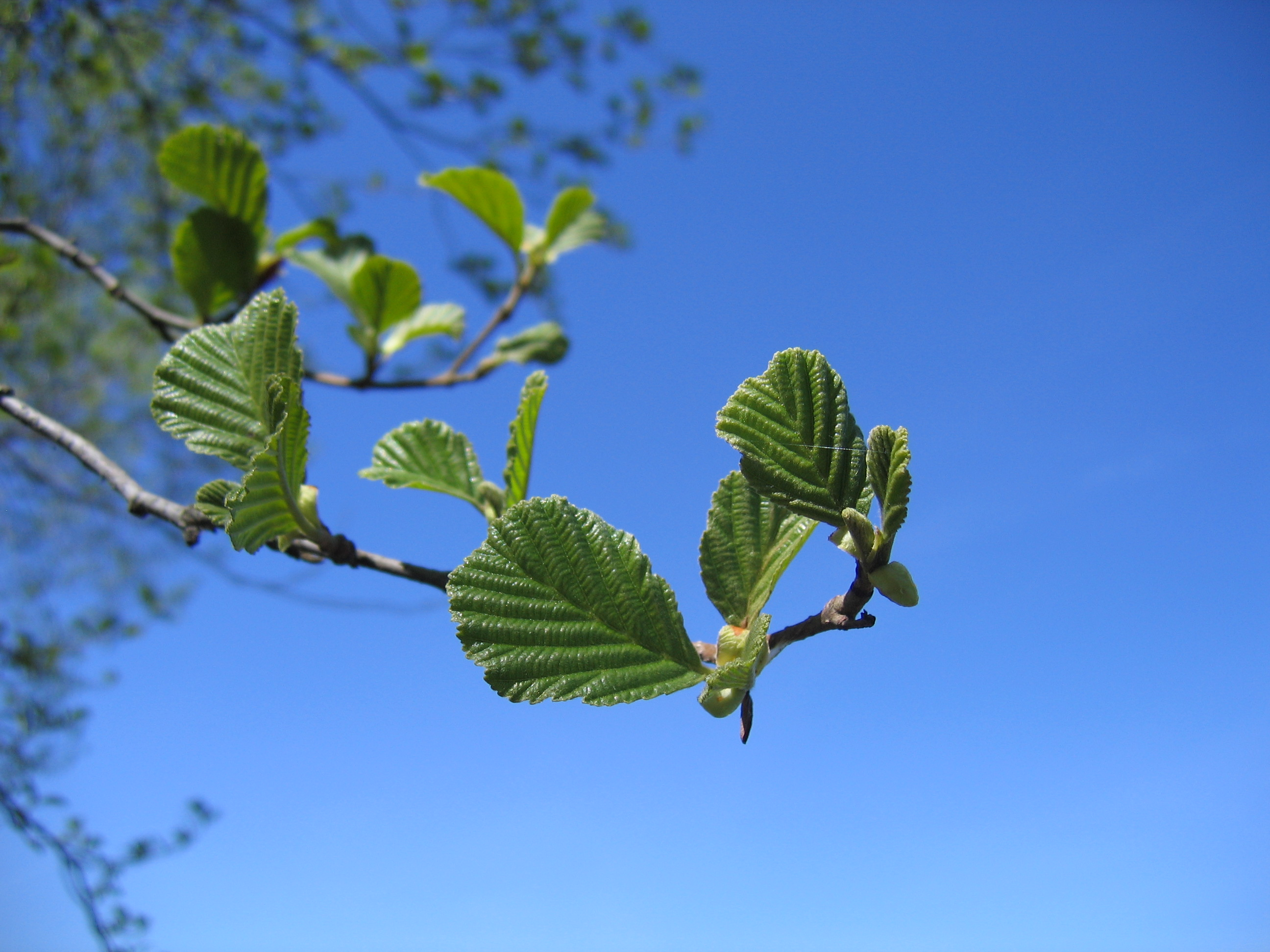
Löv. Notera det tvära avslutet på löven som skiljer klibbal från gråal.
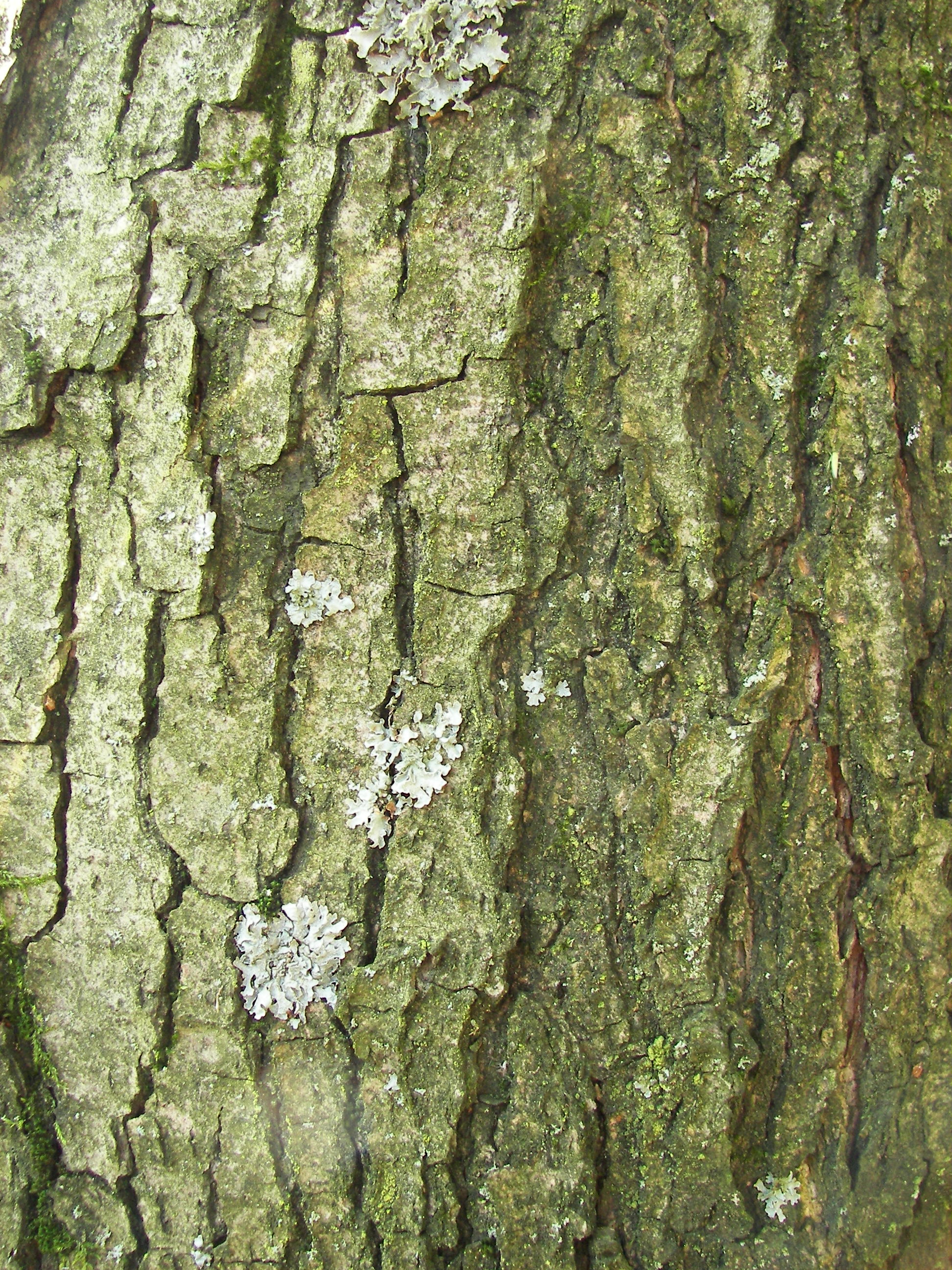
Bark på ett äldre träd.
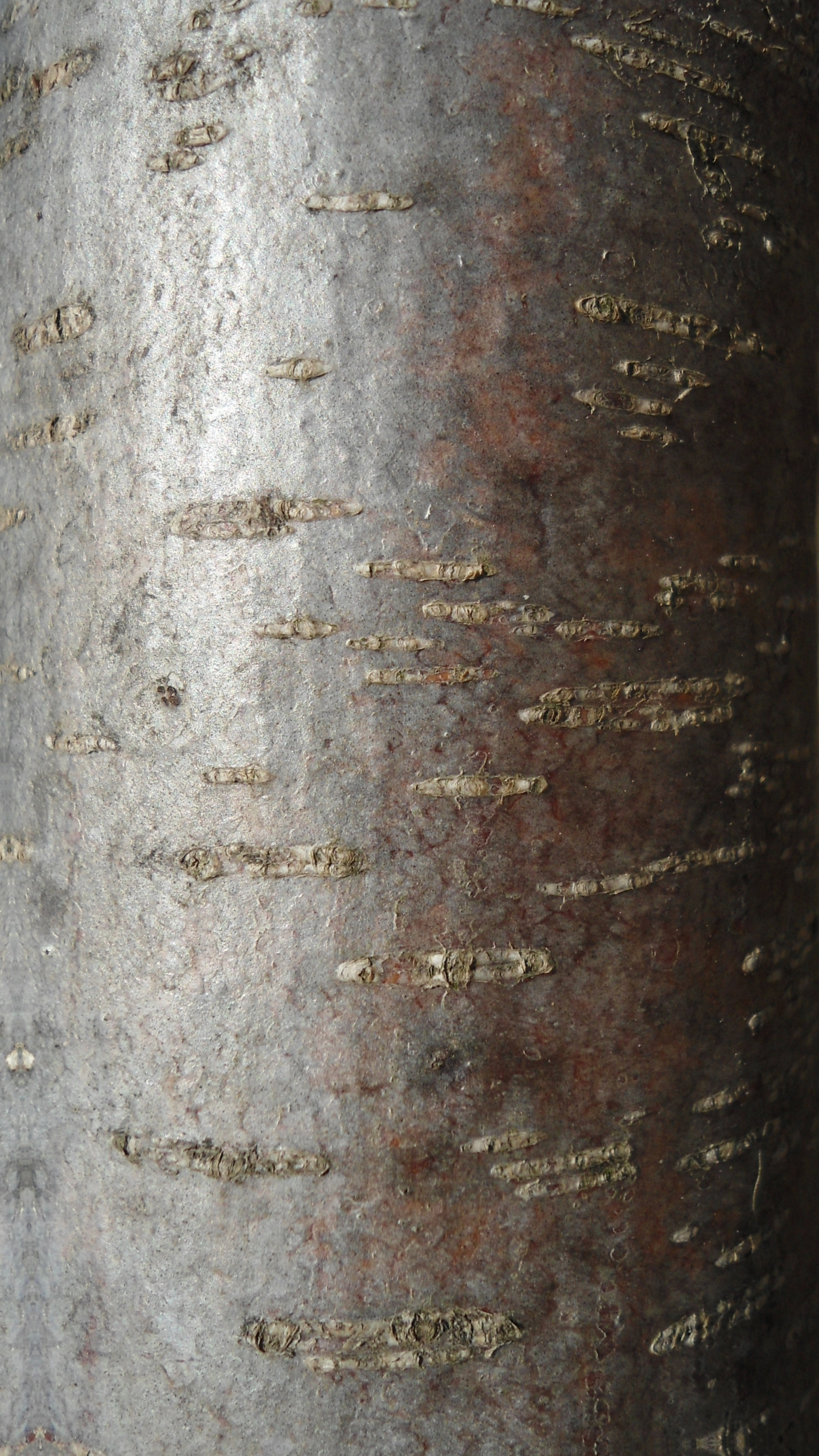
Bark från ungt träd.
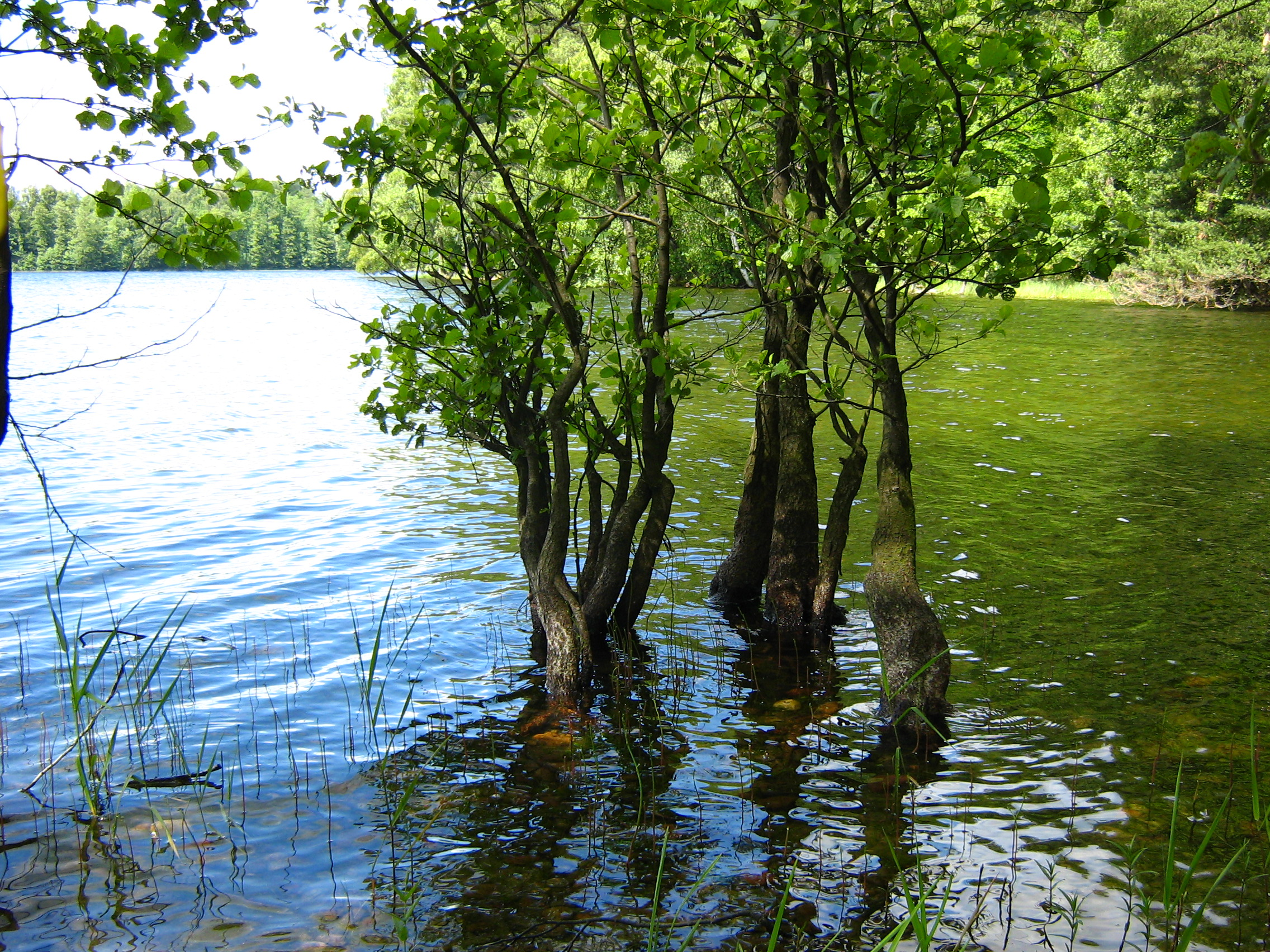
Klibbalen kan växa stående helt i vatten.
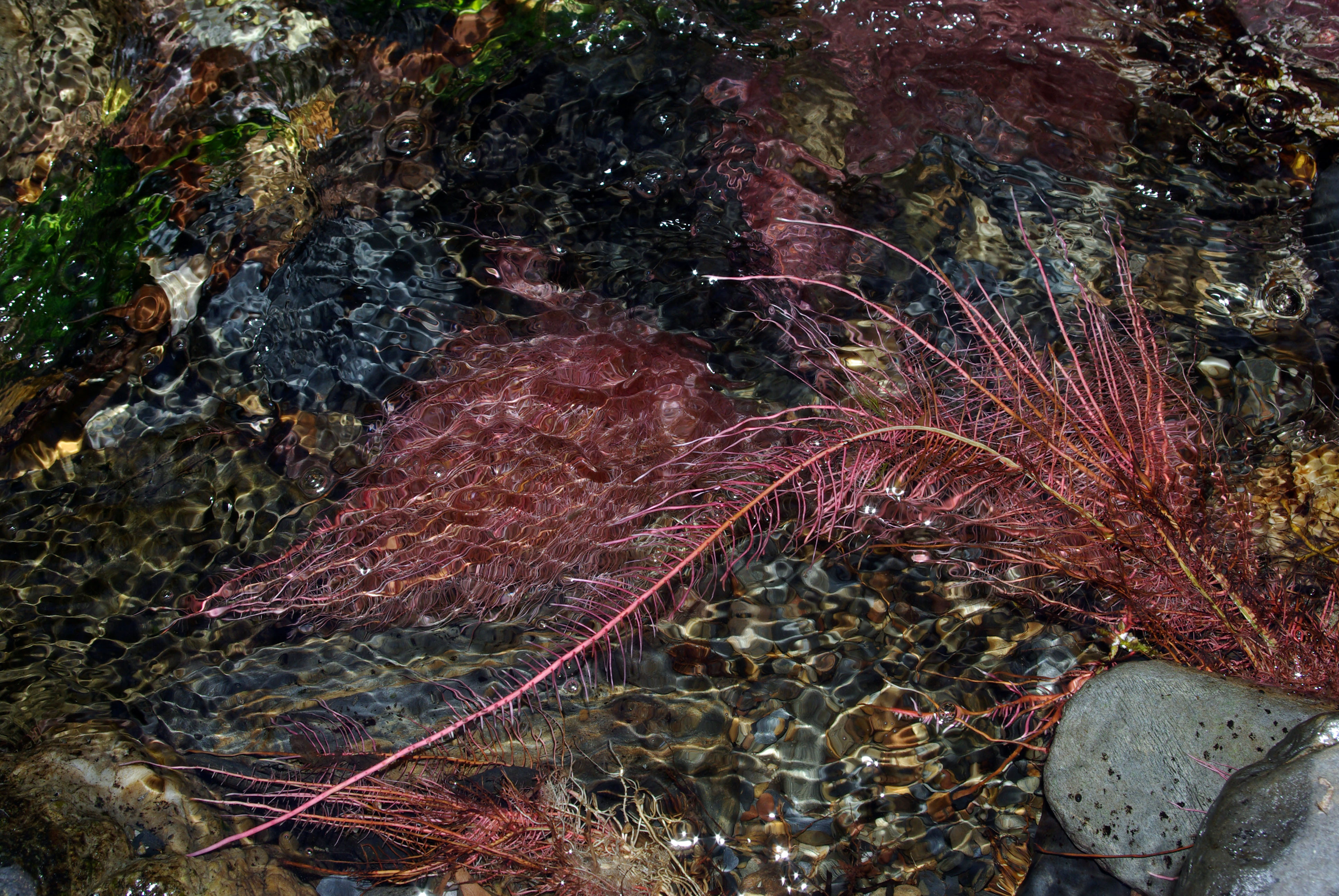
Undervattensrötter av klibbal.
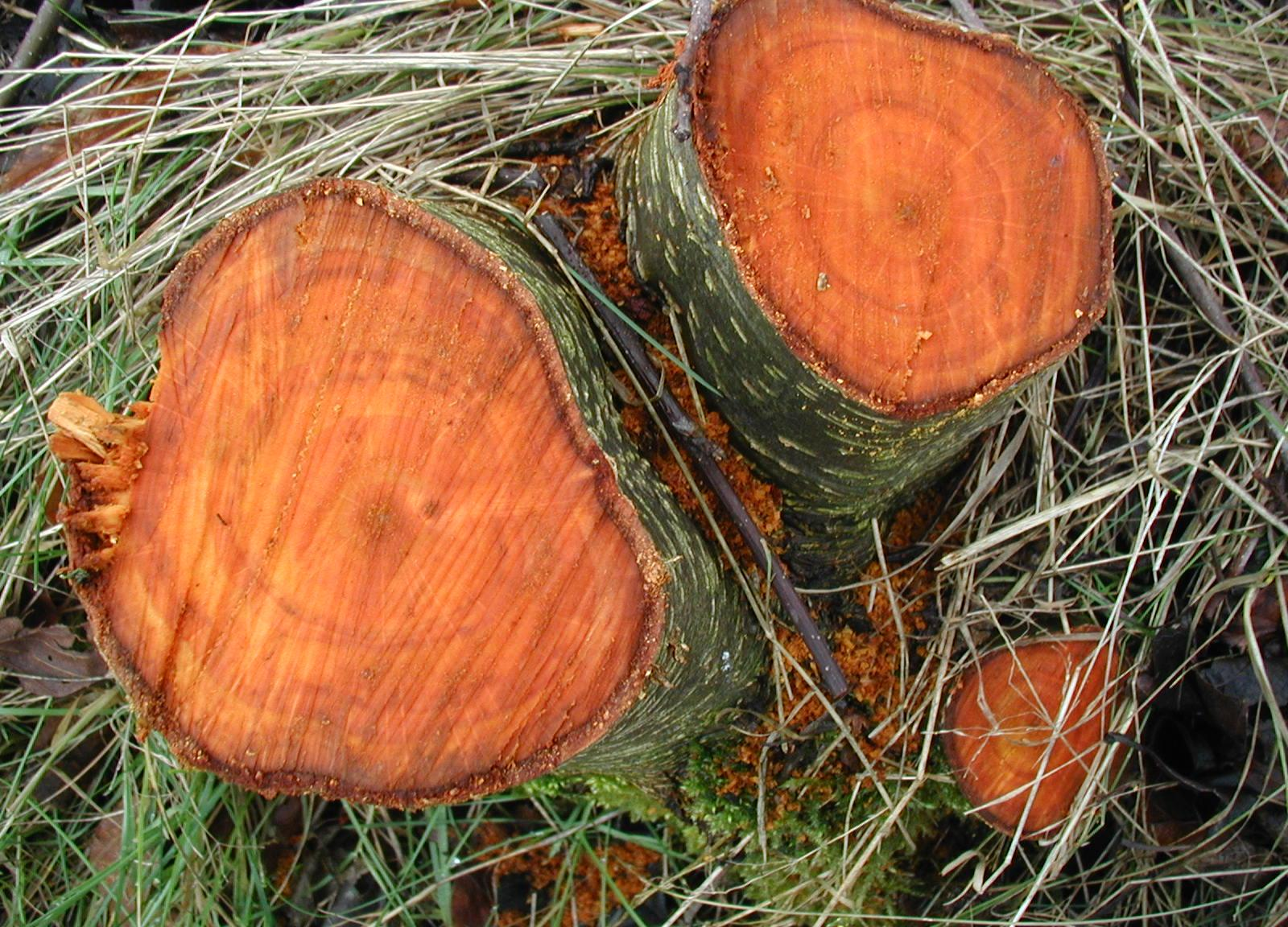
Virket rodnar, när det kommer i kontakt med luft.
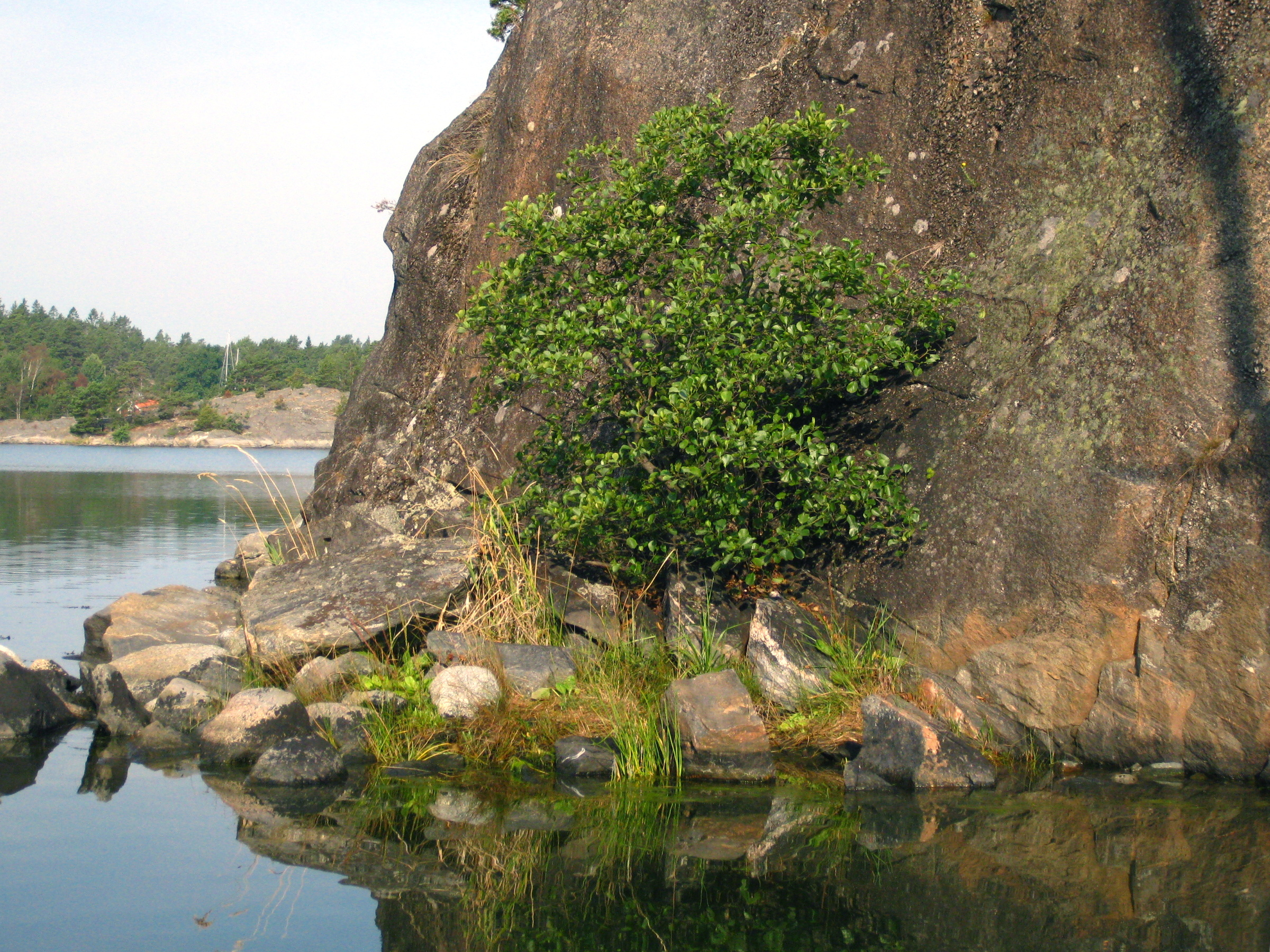
Små anspråk på växtpats. (Munkholmen i Stockholms skärgård.)
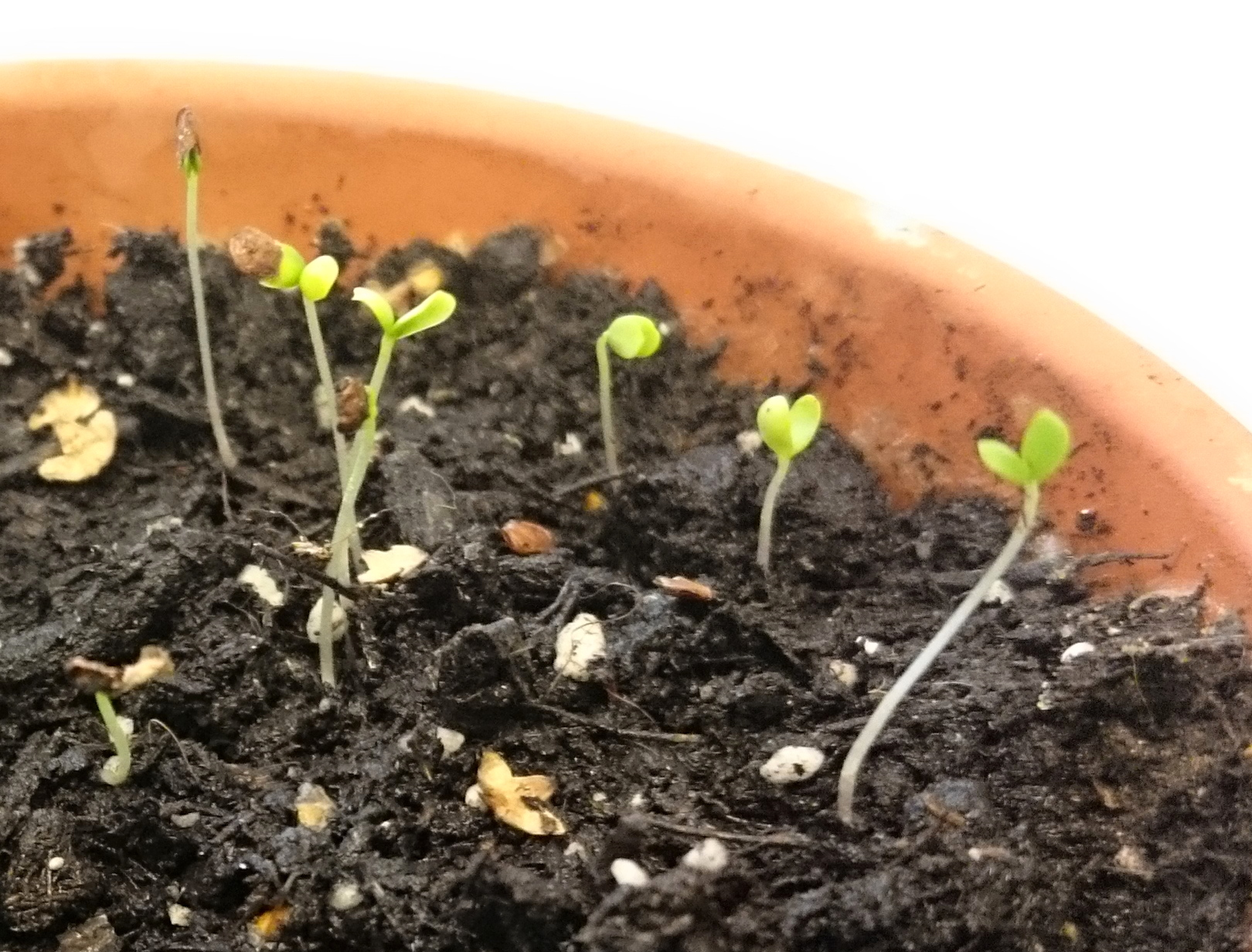
Hjärtbladen tio dagar efter sådd.
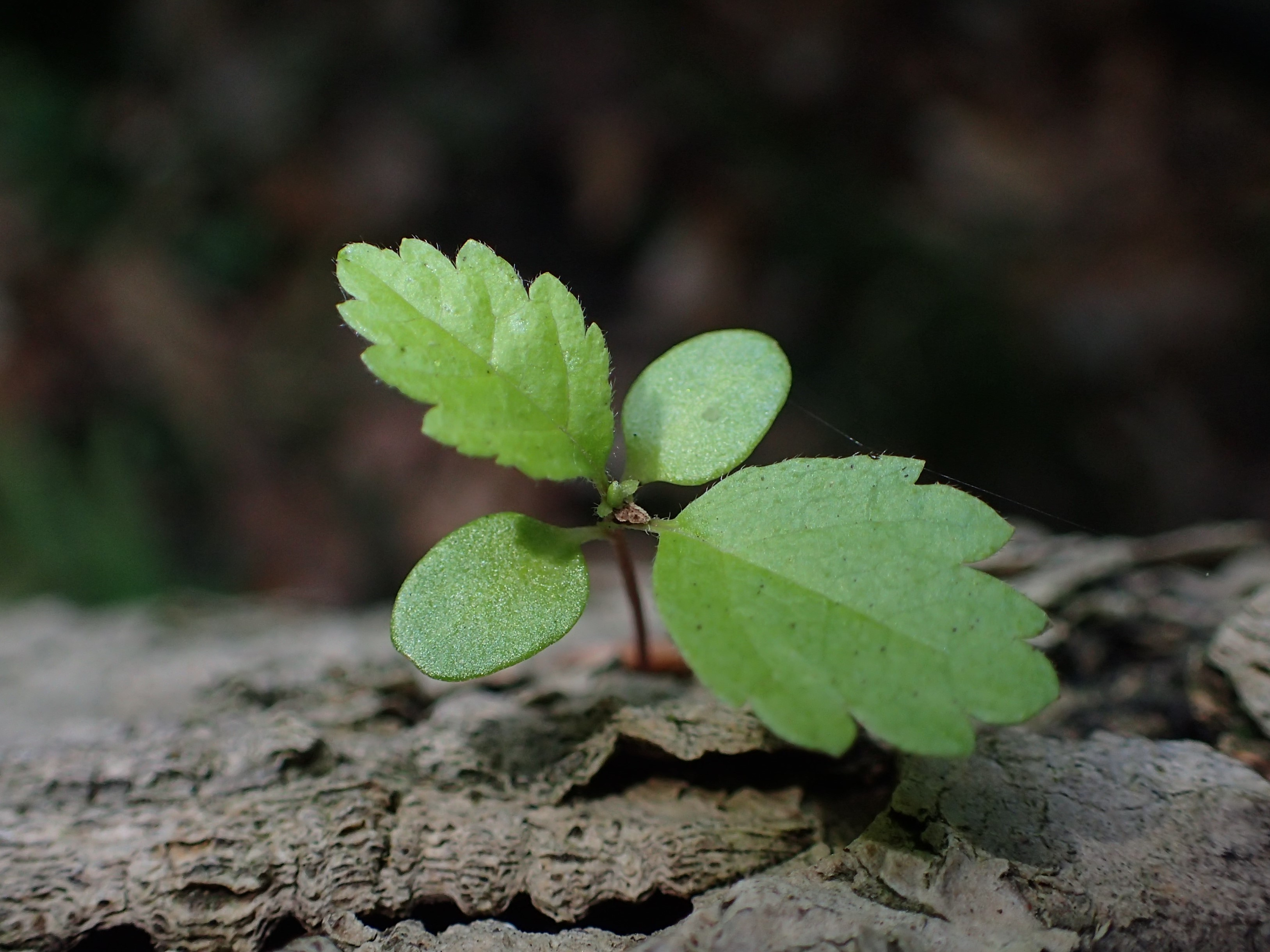
Skott av ett frö, som fallit på en kullfallen askstam. Underst de två hjärtbladen.

## Etymologi
Glutinosa är latin och betyder klibbig. Det avser "fernissan" på unga blad.

## Från Flora Oeconomica
Träarten har fina egna egenskaper: hon är lös, bräckelig och glatt, men undergår likwäl ganska sent förrutnelse; hvadan hon, til grundpelare under hus, anwänd blifwer, äfwen då man behöfwer sätta någon byggnad på watnet. Invånarna i Venedig hafwa häraf icke fruktat sätta största delen av staden på Ahle-stolpar, til förtigande af den ganska stora bryggan, på deras språk de Rialto kallad, som äfwen måste tacka Ahlen för godt och långsamt bistånd.
Carl von Linné, 1749